# Hugo Hori
Hugo Hori é um saxofonista brasileiro.
O músico Hugo Hori, toca os saxofones Tenor, Soprano, Alto, Barítono, assim como as Flautas em Dó(C), Sol (G) e Flautim (Picollo), além de cantar e ser produtor musical. Nascido em São Paulo (Brasil) em agosto de 1964, começou seus estudos na flauta em 1979 tendo aulas com Susy Swartz, e quatro anos mais tarde adquiriu seu primeiro saxofone. Tocou alguns anos nos Festivais do Colégio Objetivo(FICO), e pela descoberta e paixão, e no desejo de se profissionalizar, passou a ter aulas particulares nos anos seguintes com alguns professores como Mané Silveira, Chiquinho de Almeida, George Freire, estudou no conservatório Nova Música. Porém, até hoje se considera um “músico de ouvido” por não ter formação acadêmica, e mesmo assim já acumulou mais de trinta anos de experiência na profissão. 
Já excursionou por vários países como México, Alemanha, Itália, França, Suiça, Holanda, Japão, Estados Unidos, Canadá, Espanha e Argentina. Tocou em festivais como: Summer Stage Festival (Central Park, N.Y. / U.S.A), Festival de Montreux (Suiça), Montreal Jazz Festival (Canadá), Cité de la Musique (Port de la Vilette, Paris), Free Jazz Festival (Brasil), Zappanale (Alemanha), Sonar Sound (Brasil), Lolapalooza (Brasil), Ascona Jazz Festival (Suiça), entre outros.
Além dos palcos, atua também em estúdios gravando com artistas e publicidade.
Gravou em trilhas de longa-metragens e TV como: Castelo Rá-Tim-Bum, Carandiru, Verônica, As Melhores Coisas do Mundo, Os Penetras, Saia Justa, Pelé, entre outros.
Já tocou e/ou gravou com nomes como Ritchie, Edson Cordeiro, Thaíde e Dj Hum, Racionais MC's, Edson Natale, Paulo le Petit, Vange Milliet, Gigante Brasil, Naná Vasconcelos, Daniel Taubkin, Raimundos, Chico Science e Nação Zumbi, Mundo Livre S/A, Nasi e os Irmãos do Blues, Ira!, Boi Bumbá Garantido, Edvaldo Santana,
João Suplicy, Alessandro Sanz, Oswaldinho da Cuíca, Cidadão Instigado, Instituto, Dj Patife, Pato Fu, Rita Ribeiro, Clube do Balanço, Paula Lima, Zeca Baleiro, Frejat, Drummagik, Odair José, Vanusa, André Abujamra, BiD , Marcelo Jeneci, Elza Soares, João Donato, BluBell, Karnak, Jorge Benjor, Skank, CPM22, Seu Jorge, Criolo, Isca de Polícia, Erasmo Carlos, Gal Costa, Tom Zé, ...e outros.
Atualmente é integrante das bandas Funk Como Le Gusta, The Central Scrutinizer Band (tributo a Frank Zappa), Coffee Breakers (clássicos do pop em versões instrumentais), e também acompanha o cantor e compositor Zeca Baleiro no show "Baile do Baleiro", assim como o cantor e compositor Ritchie, a atriz e cantora Marisa Orth e a cantora Gal Costa.